# Puchar Wielkich Mistrzów 1997
Puchar Wielkich Mistrzów 1997 – siatkarski turniej rozegrany w dniach 15-24 listopada 1997 roku w Tokio, Hiroszimie i Osace w Japonii. 

## System rozgrywek
W Pucharze Wielkich Mistrzów 1997 udział wzięli mistrzowie poszczególnych konfederacji (poza CAVB), gospodarz (Japonia) oraz drużyna, która otrzymała dziką kartę. Wszystkie reprezentacje rozegrały ze sobą po jednym spotkaniu. Zespół, który po rozegraniu wszystkich meczów miał najwięcej punktów, zdobył puchar.

## Drużyny uczestniczące
| Reprezentacja | Sposób kwalifikacji                            |
| ------------- | ---------------------------------------------- |
| Brazylia      | mistrz Ameryki Południowej                     |
| Kuba          | mistrz Ameryki Północnej, Środkowej i Karaibów |
| Japonia       | gospodarz                                      |
| Australia     | dzika karta                                    |
| Chiny         | mistrz Azji i Oceanii                          |
| Holandia      | mistrz Europy                                  |

## Wyniki spotkań

### I runda - Osaka
| Data  | Drużyna 1 | Wynik | Drużyna 2 | 1     | 2     | 3     | 4     | 5    | * |
| ----- | --------- | ----- | --------- | ----- | ----- | ----- | ----- | ---- | - |
| 15.11 | Japonia   | 3:0   | Australia | 15:4  | 15:10 | 15:3  |       |      |   |
| 15.11 | Holandia  | 3:1   | Chiny     | 15:13 | 15:10 | 12:15 | 15:5  |      |   |
| 15.11 | Kuba      | 1:3   | Brazylia  | 15:13 | 10:15 | 4:15  | 9:15  |      |   |
| 17.11 | Brazylia  | 3:0   | Australia | 15:2  | 15:11 | 15:3  |       |      |   |
| 17.11 | Kuba      | 3:0   | Chiny     | 15:12 | 15:11 | 15:3  |       |      |   |
| 17.11 | Holandia  | 3:2   | Japonia   | 15:9  | 22:24 | 16:14 | 11:15 | 15:9 |   |

### II runda - Hiroszima
| Data  | Drużyna 1 | Wynik | Drużyna 2 | 1     | 2     | 3     | 4    | 5     | * |
| ----- | --------- | ----- | --------- | ----- | ----- | ----- | ---- | ----- | - |
| 19.11 | Chiny     | 0:3   | Brazylia  | 5:15  | 12:15 | 10:15 |      |       |   |
| 19.11 | Australia | 0:3   | Holandia  | 24:26 | 12:15 | 5:15  |      |       |   |
| 19.11 | Japonia   | 2:3   | Kuba      | 15:7  | 4:15  | 15:13 | 6:15 | 11:15 |   |

### III runda - Tokio
| Data  | Drużyna 1 | Wynik | Drużyna 2 | 1     | 2     | 3     | 4     | 5     | * |
| ----- | --------- | ----- | --------- | ----- | ----- | ----- | ----- | ----- | - |
| 22.11 | Chiny     | 3:1   | Japonia   | 8:15  | 15:13 | 15:12 | 15:11 |       |   |
| 22.11 | Brazylia  | 3:2   | Holandia  | 15:9  | 15:12 | 13:15 | 12:15 | 15:10 |   |
| 22.11 | Kuba      | 3:1   | Australia | 15:3  | 12:15 | 15:4  | 15:12 |       |   |
| 24.11 | Australia | 2:3   | Chiny     | 12:15 | 9:15  | 15:13 | 15:12 | 13:15 |   |
| 24.11 | Japonia   | 0:3   | Brazylia  | 5:15  | 11:15 | 17:19 |       |       |   |
| 24.11 | Holandia  | 3:1   | Kuba      | 15:11 | 16:14 | 4:15  | 15:8  |       |   |

## Tabela końcowa
| Lp. | Drużyna   | Pkt | Mecze | Mecze | Mecze | Sety | Sety | Sety  | Małe punkty | Małe punkty | Małe punkty |
| Lp. | Drużyna   | Pkt | M     | W     | P     | wyg. | prz. | ratio | zdob.       | str.        | ratio       |
| --- | --------- | --- | ----- | ----- | ----- | ---- | ---- | ----- | ----------- | ----------- | ----------- |
| 1   | Brazylia  | 10  | 5     | 5     | 0     | 15   | 3    | 5.000 | 267         | 175         | 1.526       |
| 2   | Holandia  | 8   | 5     | 3     | 2     | 12   | 9    | 1.333 | 289         | 287         | 1.007       |
| 3   | Kuba      | 8   | 5     | 3     | 2     | 11   | 9    | 1.222 | 253         | 219         | 1.155       |
| 4   | Chiny     | 8   | 5     | 3     | 2     | 9    | 10   | 0.900 | 233         | 248         | 0.940       |
| 5   | Japonia   | 6   | 5     | 1     | 4     | 8    | 12   | 0.667 | 251         | 263         | 0.954       |
| 6   | Australia | 5   | 5     | 0     | 5     | 3    | 15   | 0.200 | 172         | 273         | 0.630       |

Źródło: Tabela
Punktacja: zwycięstwo – 2 pkt; porażka – 1 pkt
Zasady ustalania kolejności: 1. liczba punktów; 2. stosunek setów; 3. stosunek małych punktów; 4. bilans w bezpośrednich meczach

## Klasyfikacja końcowa
| Miejsce | Reprezentacja |
| ------- | ------------- |
| złoto   | Brazylia      |
| srebro  | Holandia      |
| brąz    | Kuba          |
| 4.      | Chiny         |
| 5.      | Japonia       |
| 6.      | Australia     |